# Досаев, Фарид Абдулович
Фарид Абдулович Досаев (6 марта 1933, Сталинград — 19 ноября 2021, Москва) — украинский советский пловец и украинский спортивный комментатор. Участник летних Олимпийских игр 1956 года (200 метров брассом). Национальный рекордсмен в заплыве на 100 м брассом в 1951 году. В этом же году был включен в список 10 лучших спортсменов Украины (4-е место). Мастер спорта СССР. Чемпион СССР (1956).
Завершил активную спортивную деятельность в 1959 году по окончании Спартакиады. С 1958 года Фарид работал спортивным комментатором на центральном телевидении и радио, сначала в Киеве, затем в Москве в течение 11 лет, а затем снова в Киеве. Первым на украинском телевидении провёл прямой спортивный репортаж. Участвовал в первом советском чемпионате страны среди ветеранов в 1989 году и финишировал вторым на дистанции 50 м брассом.
Досаев — выпускник Львовского государственного института физической культуры (ныне Львовский государственный университет физической культуры).
Хобби — коллекционирование виниловых пластинок.